# 諾曼·莱布雷希特
諾曼·莱布雷希特（英語：Norman Lebrecht，1948年7月11日—）是一名英国評論員，專於針砭音樂、文化事務，並運營著名的古典音樂閒談網站《滑倒唱片》（Slipped Disc）。他曾在英國廣播公司第三台擔任節目主持，被認為是「最具話題性，亦可能是最具影響力的古典音樂寫手」。此外，莱布雷希特也是一名獲獎小說家。

## 簡歷
- 《每日电讯报》（The Daily Telegraph）專欄作者，1994–2002年
- 《標準晚報》（Evening Standard）助理編輯，2002–09年
- 「莱布雷希特現場」（lebrecht.live），英國廣播公司第三台，2000年–
- 「莱布雷希特訪問」（The Lebrecht Interview），英國廣播公司第三台，2006–16年
- 《立場》（Standpoint）專欄作者

## 生平

### 早年
莱布雷希特出生於倫敦，他的父親所羅門（Solomon）從事金屬販賣行業。莱布雷希特的中學階段在以色列度過，陸續畢業於科爾托拉經學院（1964–65年）、巴爾-伊蘭大學（1966–68年）等校。

### 職業生涯
1970–72年間，莱布雷希特在以色列廣播局從事報導和製作工作。1973年起，他轉往《維斯新聞》（Visnews）擔任新聞主管，往來該機構位於倫敦、紐約的辦事處直至1978年止。1981年起，他成為《星期日泰晤士報》的特約撰稿人。1994年至2002年間，莱布雷希特固定為《每日电讯报》撰寫專欄，2002年起他的專欄轉往《標準晚報》發表，至2015年為止。此外，他亦為文化刊物《立場》撰寫專欄。
文字發表之外，莱布雷希特亦是一名廣播主持人，2000年起他於英國廣播公司第三台製播「莱布雷希特現場」節目，題目專於古典音樂、歌劇等。2006年起，另外開製的「莱布雷希特訪問」節目 亦於英國廣播公司第三台固定播放。
2007年起，莱布雷希特發表了個人網站《滑倒唱片》，並主筆該站的大部分文章。《滑倒唱片》的瀏覽量相當可觀，每月可達百萬數，顯示了其擴及全球性的影響力。

## 作品

### 古典音樂著作
莱布雷希特所著的古典音樂書籍計有十二本，譯為十七種語言並流通於各國市場。
| 年份 | 書题 | 出版                                                   | 備註 |
| ---- | --- | ------------------------------------------------------ | --- |
| 1982 | Discord: Conflict and the Making of Music                                                               | A. Deutsch                                             | |
| 1985 | The Book of Musical Anecdotes                                                                           | Simon & Schuster                                       | |
| 1987 | Mahler Remembered                                                                                       | Faber & Faber                                          | |
| 1991 | The Maestro Myth: Great Conductors in Pursuit of Power                                                  | Citadel Press                                          | |
| 1992 | Music in London                                                                                         | Aurum Press                                            | |
| 1997 | When the Music Stops: Managers, Maestros and the Corporate Murder of Classical Music                    | Pocket Books                                           | 美國版題為"Who Killed Classical Music?: Maestros, Managers, and Corporate Politics"，由卡羅出版集團（Carol Publishing Group）出版 |
| 2000 | The Complete Companion to 20th Century Music                                                            | Simon & Schuster                                       | |
| 2000 | Covent Garden: The Untold Story: Dispatches from the English Culture War, 1945–2000                     | UPNE                                                   | |
| 2007 | Maestros, Masterpieces and Madness: The Secret Life and Shameful Death of the Classical Record Industry |                                                        | 美國版題為"The Life and Death of Classical Music"，由企鵝出版（Penguin）出版                                                      |
| 2010 | Why Mahler?: How One Man and Ten Symphonies Changed Our World                                           | Anchor Books                                           | |
| 2019 | Genius and Anxiety: How Jews Changed the World, 1847-1947                                               | Oneworld (UK, 2019.10) Simon & Schuster (USA, 2019.12) | |
|      | 廿世紀作曲家傳                                                                                          | 費頓出版（Phaidon Press）                              | 編輯工作 |

### 小說
莱布雷希特的第一本小說作品於2001年出版，該書並贏得2002年的「惠特貝瑞圖書獎」（後易名為「科斯塔圖書獎」）小說第一獎肯定。根據該書所製作的同名電影，已於2019年上映。莱布雷希特刻正持續小說產出，第二本小說作品於2009年出版。

### 網誌
作為一名文字工作者，莱布雷希特對外不假辭色，他的犀利評論經常引發爭議。2007年3月，莱布雷希特開創了自己的網誌《滑倒唱片》，該網站的可觀流量（見生平節）使其得以依賴廣告獲利。《滑倒唱片》主要報導古典音樂產業的八卦消息，莱布雷希特本人曾表示：「我開始寫作（這類文章）的動機是，其他人的報導完全不能使我感到有趣。對於一位剛剛盥洗、著裝完畢，在桌邊坐下，開始閱讀早報的讀者來說，西貝流士第四（交響曲）的小故事並不能吸引他，那麼什麼可以呢？或許是〈昨晚的那位指揮怎麼了？〉這類的標題吧！」 他並自陳：
⋯⋯（八卦）就彷彿喜劇般，我非常喜歡它們。

## 榮譽
- 惠特貝瑞圖書獎，小說第一獎，2002年

## 爭議
莱布雷希特尖銳的寫作風格招致了許多討論與非議，他的著作《大師秘辛》（The Maestro Myth）受到「業內人士」如指揮羅伯特·克拉夫特、作曲家冈瑟·舒勒等人的肯定，但在同行間則備受批評。著名的音樂學者理查德·塔鲁斯金評莱布雷希特：「具娛樂性，但鬆散」。此外，莱布雷希特行文不求精確，其著述中的謬誤與欠缺證據的主張，曾被多次指正。
莱布雷希特最近一起爭議事件起於2020年3月23日的一篇網誌文章，文章當中，他指陳中國鋼琴家王羽佳在溫哥華的一場音樂會上著太陽眼鏡演奏，批評王羽佳「追求關注，但無視現場觀眾」。不過，莱布雷希特的消息來源僅為一名現場觀眾的臉書貼文，他本人並未在場。究其原委，王羽佳因為過敏而導致雙眼紅腫，由於堅持如期演奏，才有墨鏡的做法，該名觀眾也為他的誤解道歉，但莱布雷希特事後仍堅持己見。

### 誹謗官司
2007年，拿索斯唱片的創辦人克勞斯·海曼前往倫敦高等法院，對企鵝出版提出誹謗告訴。海曼方面主張，莱布雷希特在著作中指陳「海曼有嚴重的商業弊端」屬於不實指控，並詳列書中十五處缺失做為補充證據。此案後來達成了庭外和解，並以企鵝出版發表道歉聲明，以及不公開的賠償金作結。海曼事後回應：「對我個人而言，這真是超過我對任何新聞工作者的想像。在五頁篇幅內，竟能犯下這麼多違背事實的錯誤，確實令人震驚！」

## 個人生活

### 家庭
莱布雷希特於1977年與艾比·斯皮瓦克（Elbie Spivack）成婚，他們育有三女。

### 參照
1. ↑  . WQXR. 2007-09-02  [2020-07-07]. （原始内容存档于2017-12-17）.
2. ↑  . Musicweb-International.com.   [2020-07-07]. （原始内容存档于2013-02-01）.
3. ↑  . BBC.co.uk.   [2020-07-07]. （原始内容存档于2020-07-06）.
4. 1 2  . Cremona musica. 2014-09-28  [2020-07-07]. （原始内容存档于2020-07-06）.
5. ↑  Emma Brockes. . The Guardian. 2003-01-08  [2020-07-07]. （原始内容存档于2020-07-07）.

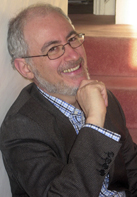
诺曼·莱布雷希特，2004年

6. ↑  Norman Lebrecht. .   [2020-07-07]. （原始内容存档于2020-07-02）.
7. ↑  Jeffrey Arlo Brown. . Van-us. 2018-06-28  [2020-07-07]. （原始内容存档于2020-02-26）.
8. ↑  Richard Taruskin. . The New Republic. 2007-10-22  [2020-07-07]. （原始内容存档于2016-10-31）.
9. ↑  Norman Lebrecht. . 2020-02-23  [2020-07-07]. （原始内容存档于2020-04-06）.
10. ↑  . Classic FM. 2020-02-24  [2020-07-07]. （原始内容存档于2020-06-19）.
11. 1 2  Daniel J. Wakin. . The New York Times. 2007-10-20  [2020-07-07]. （原始内容存档于2020-07-06）.
12. ↑  . 鋼琴大師拒受獎 不齒與樂壇長舌同列 (有樂出版). 2015.11: 8.
13. ↑  . Encyclopedia.com.   [2020-07-07]. （原始内容存档于2020-07-06）.

## 外部連結
- 莱布雷希特的官方網站（页面存档备份，存于）
- 滑倒唱片（页面存档备份，存于）